# Giovanni I Alberto di Polonia
Giovanni I Alberto Jagellone (Jan I Olbracht) (Cracovia, 27 dicembre 1459 – Toruń, 17 giugno 1501) fu re di Polonia dal 1492 al 1501. Le sue scelte politiche, concretizzatesi in una sempre più stretta collaborazione tra la Polonia ed il Granducato di Lituania, e le sue imprese belliche (contro i Cavalieri Teutonici, il Granducato di Moscovia ed il Khanato di Crimea e la contesa con l'Impero ottomano per il controllo sui territori dell'Ucraina e della Moldavia) tracciarono il solco entro il quale si sarebbero mossi, per i secoli successivi, il Regno di Polonia prima e la Confederazione Polacco-Lituana poi.

## Biografia
Terzo figlio di Casimiro IV Jagellone e di Elisabetta d'Asburgo, Giovanni Alberto guadagnò i primi allori militari sconfiggendo i Tartari nella Battaglia di Kopersztyn (1487).

### La lotta per il potere tra i figli di Casimiro IV Jagellone
Nel 1490 moriva Mattia Corvino, sovrano d'Ungheria e nemico del fratello di Giovanni Alberto, Ladislao, che per colpa di Mattia non poteva occupare il trono di Boemia, suo dal 1471. Con una decisione inaspettata, la dieta della nobiltà ungherese riunita a Rákos offrì il titolo di re a Giovanni Alberto Jagellone. La mossa era giustificata dall'intenzione della nobiltà magiara di costituire un compatto fronte polacco-ungherese-boemo contro il crescente potere dell'Impero ottomano. Gli Jagelloni risolsero però di consegnare la corona d'Ungheria al debole Ladislao invece che al risoluto Giovanni Alberto.
Nel 1492, alla morte del padre, spettò a Giovanni Alberto sedere sul trono di Polonia. Il Granducato di Lituania passò invece ad un altro fratello di Giovanni Alberto, Alessandro.

### Le riforme

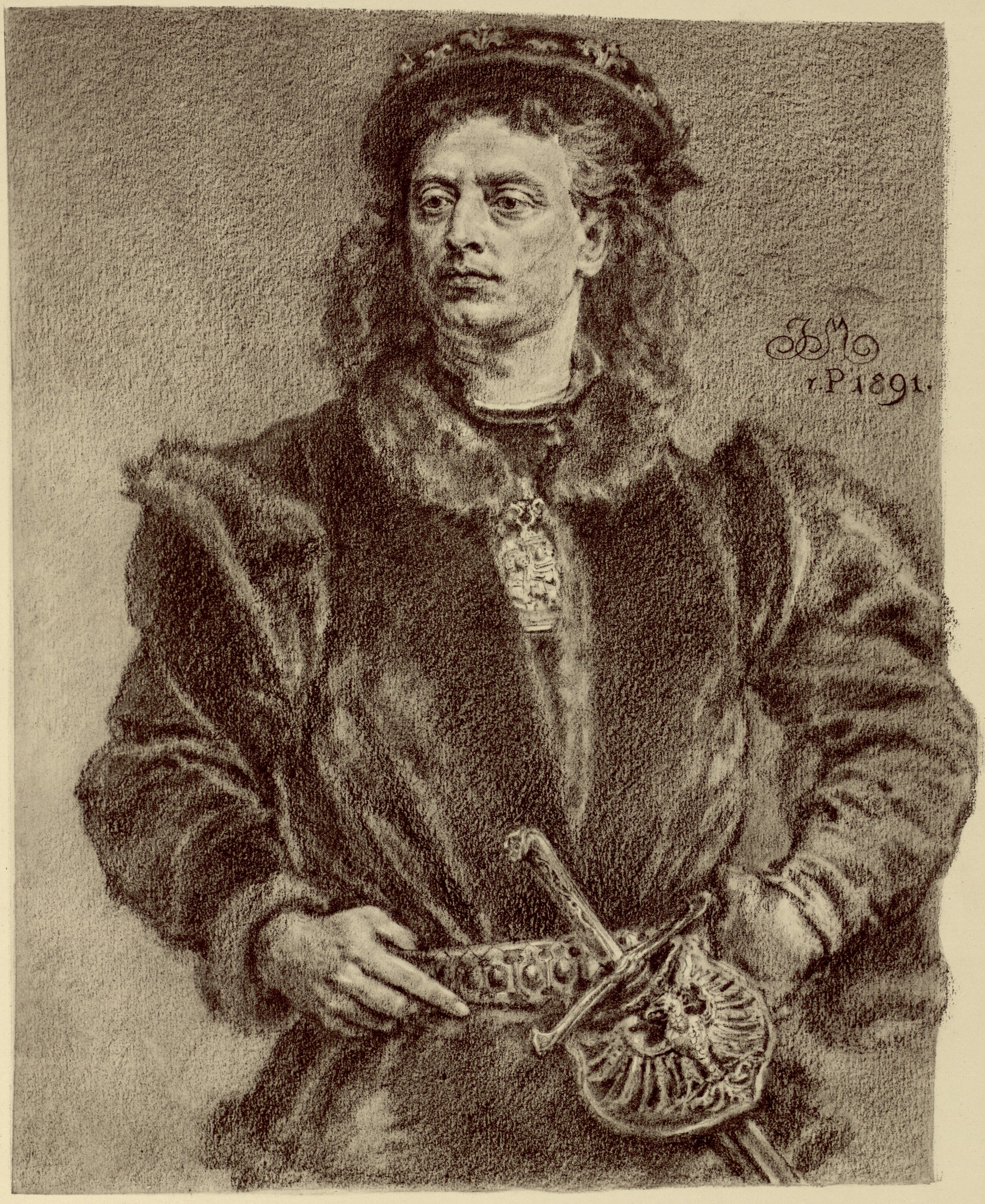
Giovanni I Alberto di Polonia dalla matita del pittore romantico Jan Matejko.

Privato dei preziosi feudi lituani, Giovanni Alberto avviò una faticosa serie di negoziati con la sempre più potente nobiltà polacca, la Szlachta, per assicurarsene l'appoggio. Nel 1496 il re garantì il privilegio di Piotrków (przywilej piotrkowski), accrescendo il potere feudale dei nobili sui servi della gleba che legava i contadini alla terra, in quanto un solo figlio (non il primogenito), poteva lasciare il suo villaggio; al popolo (mieszczaństwo) era proibito possedere terreni, inoltre le posizioni di rilievo nella gerarchia clericale potevano essere affidate solamente ai nobili.

### Le guerre
Fidando sulla forza del casato degli Jagelloni nell'Europa nord-orientale, Giovanni Alberto avvio una serie di conflitti con le potenze limitrofe per fare della Polonia la potenza dominante di quell'area. Il più risoluto avversario di Giovanni Alberto fu l'imperatore Massimiliano d'Asburgo, deciso a fare degli Asburgo la famiglia più potente d'Europa.

#### Moscovia
Al fine di limitare il potere degli Jagelloni, Massimiliano d'Asburgo si alleò con il Granduca di Mosca Ivan III. Giovanni Alberto rispose alla mossa dell'avversario appoggiando le pretese del fratello Ladislao in Europa Centrale. Nel frattempo, Alessandro Jagellone, granduca di Lituania, veniva spinto dallo spauracchio di Ivan III ad un'alleanza sempre più stretta con Giovanni Alberto in chiave anti-russa. Il conflitto russo-lituano cominciò nel 1499. Costretto a fronteggiare la minaccia dei tartari del Khanato di Crimea, alleatisi con Ivan, Giovanni Alberto non riuscì però ad impedire che il lituani venissero sconfitti nella Battaglia di Vedroša (14 luglio 1500), preludio alla successiva occupazione russa della Rutenia nel 1508.

#### La crociata anti-turca e la Moldavia
A partire dal 1494, Giovanni Alberto iniziò i preparativi per una crociata contro i turchi che prevedeva la collaborazione tra i polacchi, il marchese Giovanni I di Brandeburgo ed il voivoda Ştefan cel Mare di Moldavia. Nel corso del 1496, Giovanni Alberto riuscì faticosamente a raccogliere un'armata di 80.000 polacchi ma la sua crociata si tramutò in una contesa con i moldavi per il controllo sulla Galizia: voivoda Ştefan temette un tradimento da parte di Giovanni Alberto, sospettato di voler sostituire il moldavo con suo fratello Sigismondo Jagellone. La Battaglia della Foresta di Cosmin chiuse la contesa in favore del voivoda Ştefan che risolse comunque di allearsi con il sultano Bayezid II per cautelarsi contro il potere polacco. Al suo rientro in Polonia, Giovanni Alberto accusò della disastrosa sconfitta alcuni esponenti insubordinati della szlachta e confiscò le loro terre.

#### Prussia
Giovanni Alberto tentò di ottenere il riconoscimento della sua autorità sulla Prussia dal nuovo (1498) Gran Maestro dell'Ordine Teutonico, il duca Federico di Sassonia, ma questi ricorse al Reichstag per ottenere l'appoggio dell'Impero contro la Polonia. Il Reichstag informò Giovanni I Alberto che egli non avrebbe dovuto interferire nel libero potere del Gran Maestro in Prussia. Giovanni Alberto iniziò allora a preparare una guerra contro i Teutonici ma morì prima di portare a compimento la spedizione.

## Antenati
|                               |                      |                                | Genitori                             |  |  | Nonni |  |  | Bisnonni |  |  | Trisnonni |  |
|                               |                      |                                |                                      |  |  |       |  |  | Algirdas |  |  | Gediminas |  |
|                               |                      |                                |                                      |  |  |       |  |  | Algirdas |  |  | Gediminas |  |
|                               |                      | Jewna di Polack                |                                      |  |  |       |  |  | Algirdas |  |  |           |  |
| Ladislao II Jagellone         |                      |                                |                                      |  |  |       |  |  | Algirdas |  |  |           |  |
|                               |                      | Uliana di Tver'                | Alessandro I di Tver'                |  |  |       |  |  |          |  |  |           |  |
|                               |                      | Uliana di Tver'                | Alessandro I di Tver'                |  |  |       |  |  |          |  |  |           |  |
|                               |                      | Uliana di Tver'                | Anastasia di Galizia                 |  |  |       |  |  |          |  |  |           |  |
| Casimiro IV di Polonia        |                      | Uliana di Tver'                |                                      |  |  |       |  |  |          |  |  |           |  |
|                               |                      | Andrea Alšėniškis              | Jonas Alšėniškis                     |  |  |       |  |  |          |  |  |           |  |
|                               |                      | Andrea Alšėniškis              | Jonas Alšėniškis                     |  |  |       |  |  |          |  |  |           |  |
|                               |                      | Andrea Alšėniškis              | Agrippina (Svjatoslavna) di Smolensk |  |  |       |  |  |          |  |  |           |  |
| Sofia Alšėniškė               |                      | Andrea Alšėniškis              |                                      |  |  |       |  |  |          |  |  |           |  |
|                               |                      | Aleksandra Dmitrievna Druckaja | Demetrio I Staršyj                   |  |  |       |  |  |          |  |  |           |  |
|                               |                      | Aleksandra Dmitrievna Druckaja | Demetrio I Staršyj                   |  |  |       |  |  |          |  |  |           |  |
|                               |                      | Aleksandra Dmitrievna Druckaja | Anna Ivanovna Druckaja               |  |  |       |  |  |          |  |  |           |  |
| Giovanni I Alberto di Polonia |                      | Aleksandra Dmitrievna Druckaja |                                      |  |  |       |  |  |          |  |  |           |  |
|                               | Alberto IV d'Asburgo | Alberto III d'Asburgo          |                                      |  |  |       |  |  |          |  |  |           |  |
|                               | Alberto IV d'Asburgo | Alberto III d'Asburgo          |                                      |  |  |       |  |  |          |  |  |           |  |
|                               | Alberto IV d'Asburgo | Beatrice di Norimberga         |                                      |  |  |       |  |  |          |  |  |           |  |
| Alberto II d'Asburgo          | Alberto IV d'Asburgo |                                |                                      |  |  |       |  |  |          |  |  |           |  |
|                               |                      | Giovanna di Baviera-Straubing  | Alberto I di Baviera                 |  |  |       |  |  |          |  |  |           |  |
|                               |                      | Giovanna di Baviera-Straubing  | Alberto I di Baviera                 |  |  |       |  |  |          |  |  |           |  |
|                               |                      | Giovanna di Baviera-Straubing  | Margherita di Brieg                  |  |  |       |  |  |          |  |  |           |  |
| Elisabetta d'Asburgo          |                      | Giovanna di Baviera-Straubing  |                                      |  |  |       |  |  |          |  |  |           |  |
|                               |                      | Sigismondo di Lussemburgo      | Carlo IV di Lussemburgo              |  |  |       |  |  |          |  |  |           |  |
|                               |                      | Sigismondo di Lussemburgo      | Carlo IV di Lussemburgo              |  |  |       |  |  |          |  |  |           |  |
|                               |                      | Sigismondo di Lussemburgo      | Elisabetta di Pomerania              |  |  |       |  |  |          |  |  |           |  |
| Elisabetta di Lussemburgo     |                      | Sigismondo di Lussemburgo      |                                      |  |  |       |  |  |          |  |  |           |  |
|                               |                      | Barbara di Cilli               | Ermanno II di Cilli                  |  |  |       |  |  |          |  |  |           |  |
|                               |                      | Barbara di Cilli               | Ermanno II di Cilli                  |  |  |       |  |  |          |  |  |           |  |
|                               |                      | Barbara di Cilli               | Anna di Schaunberg                   |  |  |       |  |  |          |  |  |           |  |
|                               |                      | Barbara di Cilli               |                                      |  |  |       |  |  |          |  |  |           |  |